# Broken Door
Broken Door är en svensk pop/rockduo bestående av Pier Schmid (tidigare medlem i Da Buzz) och Tobias Östlund, som är signad till Warner Music Sweden. Duon gjorde sin första spelning den 25 januari 2008 i Karlstad.
2010 har de turnerat med Rix FM Festival och medverkat i Sommarkrysset på  TV4. Deras singel "Angel" placerade sig som bäst som nummer 27 på Digilistan och 8:a på Svensktoppen. "Angel" som är skriven av Pier Schmid nådde även en 3:e plats på Music Control i augusti 2010 och 8:e plats på Sverigetopplistan den 13 augusti. Angel har nått guldstatus. Den andra singeln "In The Shadow (Sunday Morning)" släpptes på hösten av Warner Music Sweden.
Våren 2011 släpptes duons tredje singel Hey You (skriven av Pier Schmid). 
I januari 2012 släpptes singeln "Time For Changes" och den 23 april 2012 släppte Broken Door sitt debutalbum med samma namn.
I november 2012 släpptes duons femte singel Beauty Comes From Within som även var 2012 års officiella EM-curlinglåt.

## Diskografi

### Singlar
- 2008 – "Sunday Morning"
- 2010 – "Angel"
- 2010 – "In The Shadow (Sunday Morning)"
- 2011 – "Hey you"
- 2012 – "Time For Changes"
- 2012 – "Beauty Comes From Within"
- 2014 – "Lighters"
- 2014 – "All I Ever"
- 2015 – "It's Amazing"
- 2015 – "Magic"
- 2016 – "I'm Yours"
- 2017 - "Addicted"
- 2018 - "With You"
- 2018 - "Infinity"
- 2019 - "Slowly Breathe"
- 2020 - "You & I"
- 2020 - "Without Your love"
- 2021 - "The One"
- 2023 - "Air I Breathe"

### Album
- 2012 – Time For Changes